# إد عبد الله أو براهيم (اصبويا)
إد عبد الله أو براهيم هي إحدى مشيخات المملكة المغربية، تتبع جغرافيا لإقليم سيدي إفني وإداريًا لاصبويا. يقدر عدد سكانها بـ 512 نسمة حسب الإحصاء الرسمي للسكان والسكنى لسنة 2004.